# Görele
Görele ist eine türkische Küstenstadt am Schwarzen Meer und gleichzeitig der Verwaltungssitz des gleichnamigen Landkreises in der Provinz Giresun. Sie liegt ca. 60 km  nordöstlich der Provinzhauptstadt Giresun. Seit 2013 ist Waltrop (Nordrhein-Westfalen) die Partnerstadt.

## Geographie
Der Landkreis Görele grenzt im Westen an den Kreis Tirebolu, im Süden an den Kreis Çanakçı und im Osten an den Kreis Eynesil. Zudem besteht zur Provinz Trabzon eine schmale Grenze im Südosten. Der Kreis hat eine hohe Bevölkerungsdichte, mehr als das Doppelte des Provinzdurchschnitts von 64,4 Einwohnern je km².
Neben der Kreisstadt hat er mit Çavuşlu (2.172 Einw.) noch eine weitere Gemeinde. Des Weiteren gehören noch 62 Dörfer (Köy) mit durchschnittlich 163 Bewohnern zum Kreis. Esenli ist mit 409 Einwohnern das größte Dorf (2018 hattes noch 1082).

## Bevölkerung
Der Kaza (Kreis) hatte zur Volkszählung 1882–1884 30.362 Einwohner, 1896 waren es 31.058 und sieben Jahre später 35.146. Die Stadt (seit 1876 eine Belediye) wuchs anfangs nur langsam (1927: 5.956, 1950: 2.118, 1970: 6.244), verzeichnete aber zwischen 1985 und 1990 einen großen Bevölkerungsanstieg (von 12.208 auf 20.745 Einw. also ca. 14 % jährlich).

## Persönlichkeiten
In Görele geboren wurden der Maler und Lyriker Bedri Rahmi Eyüboğlu (1911–1975) und der Diplomat Feridun Sinirlioğlu (* 1956).